# Dermot Morgan
Dermot Morgan est un acteur irlandais, né le 31 mars 1952 à Dublin et mort le 28 février 1998. Il a interprété le père Ted Crilly dans la série télévisée Father Ted.

## Biographie
Dermot Morgan a d'abord été enseignant avant de devenir comédien. Il a fait ses premières apparitions à la télévision irlandaise dans des sketches de l'émission The Live Mike. L'un de ses personnages était déjà un prêtre nommé Father Trendy, mais Dermot Morgan s'illustre surtout par ses caricatures d'hommes politique qui ne plaisent pas à tout le monde et lui valent d'être écarté du programme. Par la suite, il produit une émission de radio diffusée le samedi matin (intitulée : Scrap Saturday) avec laquelle, toujours grâce à ses parodies féroces de la vie politique irlandaise, il obtient un grand succès public. Mais son émission est annulée après trois saisons, déclenchant de vives protestations des auditeurs qui crient à la censure. En 1995, il est choisi par Arthur Mathews et Graham Linehan pour interpréter le rôle principal de leur nouvelle comédie Father Ted. La série fut un grand succès en Angleterre et fut reprise par la télévision irlandaise. Dermot Morgan est décédé des suites d'un malaise cardiaque, le lendemain du dernier jour de tournage de la troisième saison et ses obsèques ont donné lieu à de nombreux et vibrants hommages. Une statue titrée "The Jokers Chair" lui rend hommage dans le Merrion Square de Dublin.

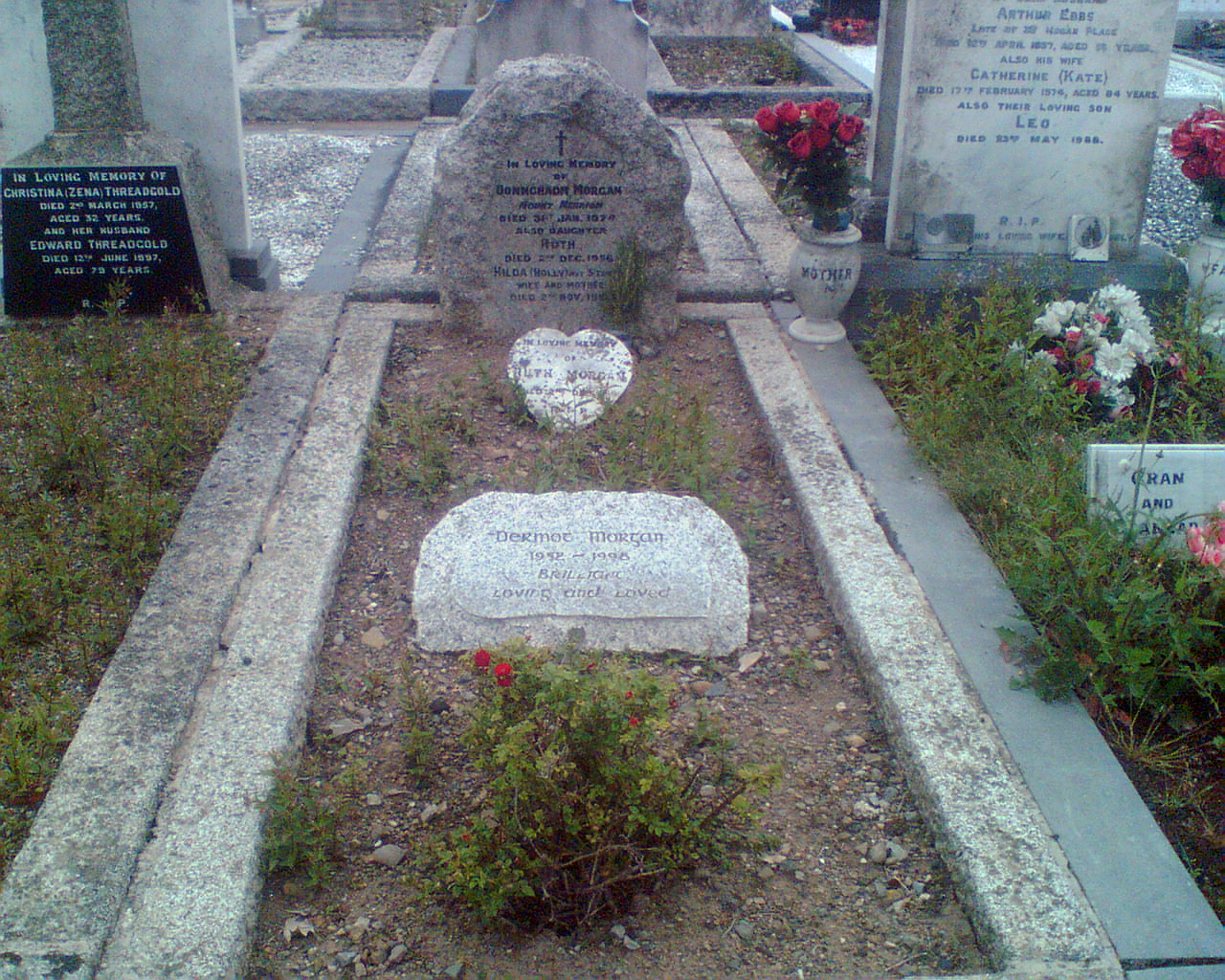
Tombe de Dermot Morgan